# Dni Ułana w Poznaniu

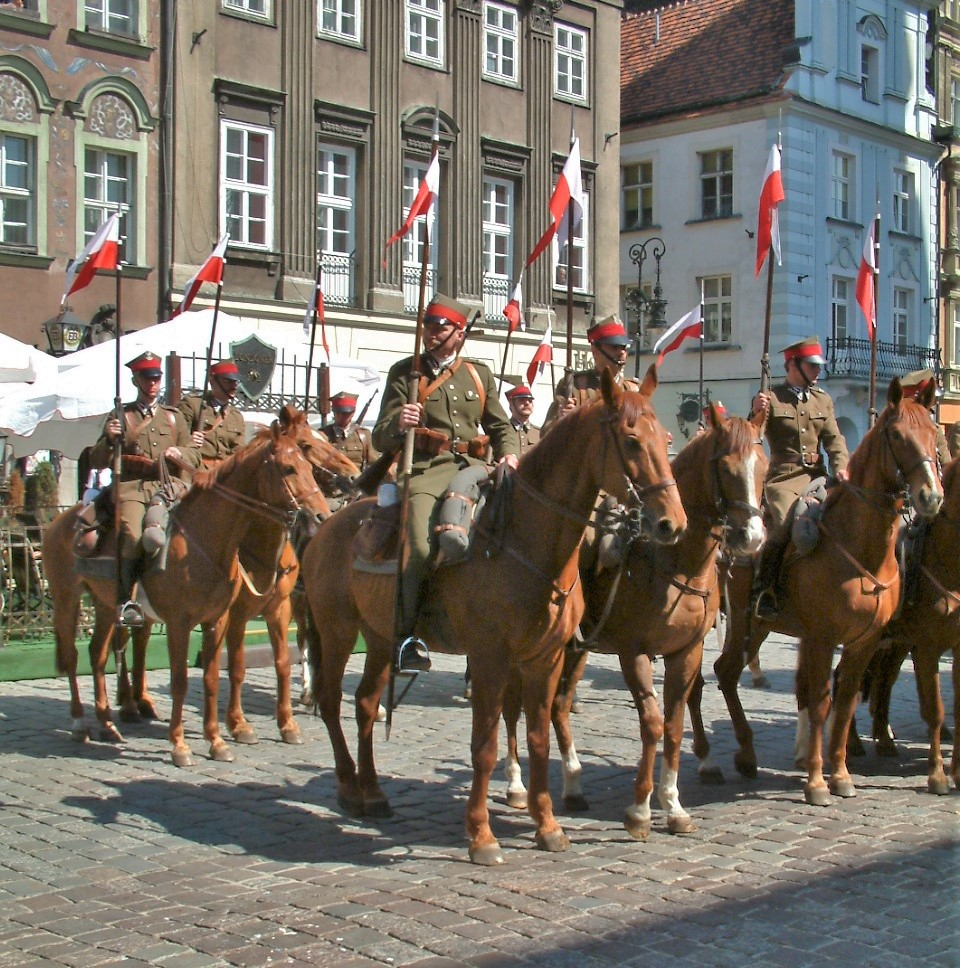
Ułani poznańscy na Starym Rynku w Poznaniu w 2005

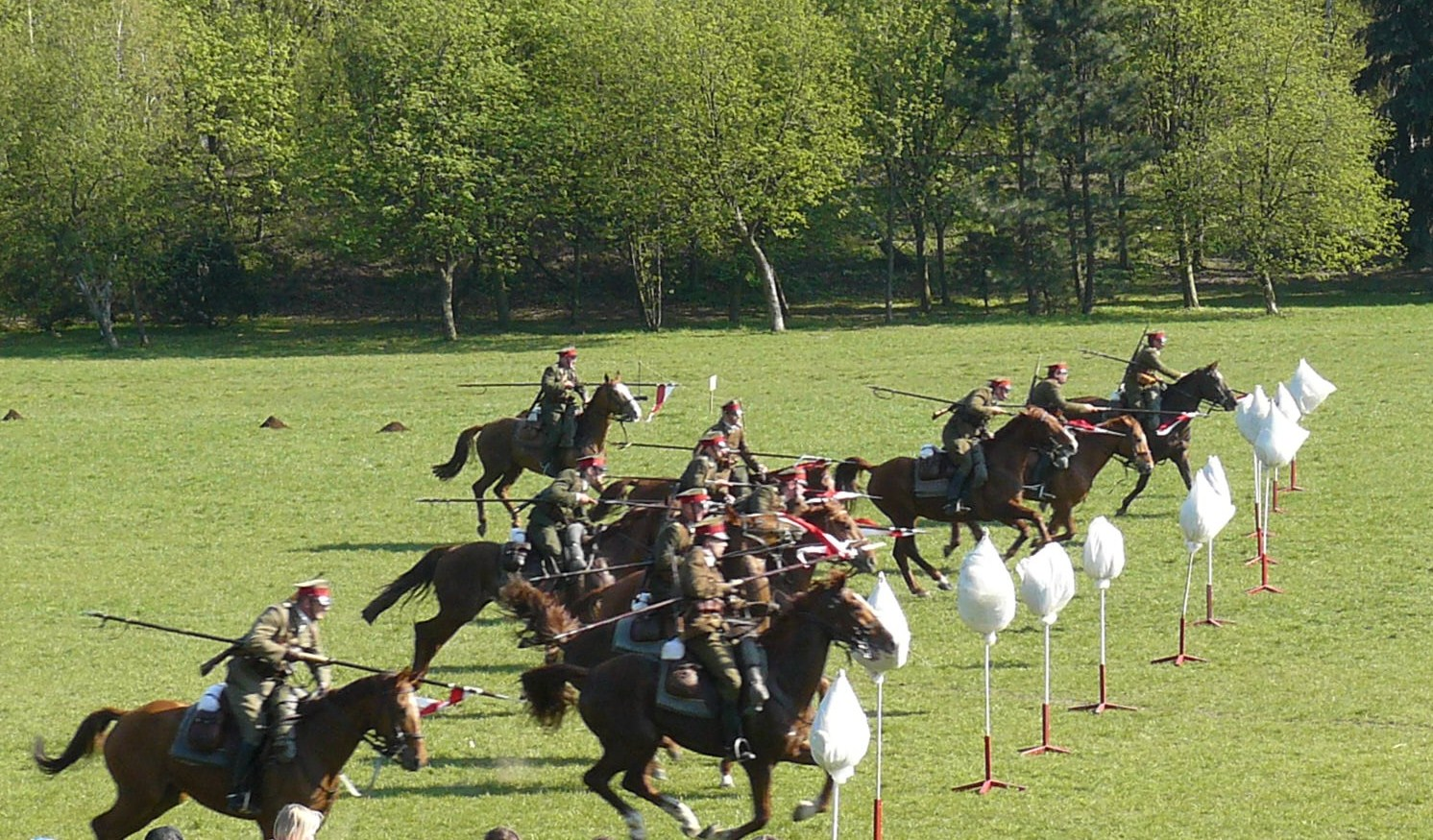
Szarża Ułanów Poznańskich – Dni Ułana 2010, Cytadela

Dni Ułana w Poznaniu – cykliczna impreza plenerowa, organizowana w Poznaniu od 1986 roku. Towarzyszy obchodom Święta 15. Pułku Ułanów Poznańskich.

## Historia
Dni Ułana organizowane są dla upamiętnienia Święta Pułkowego 15. Pułku Ułanów Poznańskich, które tradycyjnie odbywają się w pierwszy weekend po 23 kwietnia, tj. w dzień św. Jerzego – patrona kawalerzystów poznańskich. Inicjatorami reaktywowania Dni Ułana, które obchodzone były już w okresie międzywojennym, byli członkowie poznańskiego Towarzystwa Byłych Żołnierzy i Przyjaciół 15 Pułku Ułanów Poznańskich (powstałego formalnie dopiero w 1991).
Obchody polegają na inscenizacjach historycznych, konkursach konnych w ujeżdżaniu, skokach przez przeszkody, a także strzelaniu i walce bronią białą (szabla, lanca). Składane są kwiaty i wieńce pod pomnikiem 15. Pułku Ułanów przy ul. Ludgardy (Góra Przemysła). Oprócz powyższego odbywają się także imprezy religijne i festyny rodzinne, m.in. na terenie Parku Cytadeli, Starego Rynku, czy Hipodromu Wola.
W 2010 Dni Ułana odbyły się po raz dwudziesty – obchody, oprócz pokazów konnych, zawierały także obszerny program z zakresu rekonstrukcji historycznej, m.in. walk o Cytadelę.